# Frezelle
Le Frezelle ou la Frézelle est une petite rivière française qui coule dans le département des Vosges, en région Grand Est. C'est un affluent gauche du Vair, donc un sous-affluent de la Meuse.

## Géographie
Le Frezelle naît sur le territoire de la commune de Rouvres-la-Chétive, à 400 m d'altitude. La plus grande partie de la surface de son bassin versant est constituée de bois et forêts (forêt domaniale de Neufeys, bois du Hatro, bois de Certilleux). Peu après sa naissance, il s'oriente vers le nord-nord-ouest, direction qu'il maintient tout au long de son parcours de 16,4 kilomètres. Il conflue avec le Vair en rive gauche, à Soulosse-sous-Saint-Élophe, à 285 m d'altitude.

### Communes et cantons traversées
dans le département des Vosges, le Frezelle traverse les cinq communes suivantes, d'amont en aval, de Rouvres-la-Chétive (source),  Rollainville, Neufchâteau et Soulosse-sous-Saint-Élophe (confluence).

### Bassin versant
Le Frezelle traverse une seule zone hydrographique Le Frezelle (B127) de 49 km2 de superficie. Ce bassin versant est constitué à 62,49 % de « forêts et milieux semi-naturels », à 34,51 % de « territoires agricoles », à 2,15 % de « territoires artificialisés ».

## Affluent
Le Frezelle n'a pas d'affluent référencé. Son rang de Strahler est donc de un.

## Hydrologie
Le Frezelle est un cours d'eau du sud bien arrosé du plateau lorrain. 

### Le Frezelle à Soulosse-sous-Saint-Élophe
Le module de la rivière au niveau de son confluent avec le Vair se monte à 0,545 m3/s, pour un bassin versant de 47,2 km2. 

### Lame d'eau et débit spécifique
La lame d'eau écoulée dans son bassin est de 364 millimètres par an, ce qui est assez élevé. C'est supérieur à la moyenne de la France, tous bassins confondus, mais encore nettement inférieur à la moyenne du bassin français de la Meuse (450 millimètres par an à Chooz, près de sa sortie du territoire français). Le débit spécifique ou Qsp du Frezelle se monte de ce fait à 11,55 litres par seconde et par kilomètre carré de bassin versant.

## Pêche
Le Frezelle est classé cours d'eau de première catégorie sur la totalité de son parcours.